# Ondata di caldo del giugno 2007
L'ondata di caldo del giugno 2007 è stato un evento meteorologico caratterizzato, in gran parte dell'Italia, da un'anomalia termica con picchi di calore eccezionali.

## Descrizione
Dal 15 giugno 2007 in poi, l'anticiclone subtropicale africano cominciò a farsi strada verso la Penisola. L'ondata di calore non risultò dapprima particolarmente intensa, ma il 25 giugno, improvvisamente, il termometro giunse sino a valori estremamente elevati. La cartina isoterme relativa a quel giorno mostra una +30 °C a 850 hPa (ossia 30 °C di temperatura media giornaliera a circa 1500 metri di altitudine) su quasi tutta la Sicilia, una +27 °C alla stessa quota che va a lambire la Sardegna e la Puglia, inglobando l'intera Calabria, ed una 25 °C che abbraccia tutto il Meridione italiano e l'intera Sardegna, spingendosi fin sulle regioni centrali tirreniche.
Sono stati raggiunti, durante quella giornata, i seguenti valori:
- Stazione meteorologica di Foggia Amendola: +47,0 °C, temperatura più alta mai registrata in Italia da una stazione meteorologica ufficiale.
- Stazione meteorologica di Bari Palese +45,5°C
- Stazione meteorologica di Marina di Ginosa: +43,6 °C.
- Stazione meteorologica di Termoli: +41,6 °C.

Si noti come a Bari Palese si registrarono +45,5 °C, soglia mai toccata prima; tale record resistette però solo per un mese, in quanto superato dai +45,6 °C registrati, nello stesso luogo, il 24 luglio dello stesso anno (in occasione, appunto, dell'ondata di caldo del luglio 2007). Il record mensile (di giugno) in ogni caso è rimasto quello del 2007, ed il record assoluto (cioè annuale) è tuttora quello del luglio sempre del 2007.
Le seguenti stazioni meteo, invece, fecero registrare il record per il mese di giugno, ma non quello assoluto:
- Stazione meteorologica di Catania Sigonella: +44,2 °C.
- Stazione meteorologica di Lecce Galatina e Stazione meteorologica di Palermo Boccadifalco: entrambe con +44,0 °C.
- Stazione meteorologica di Messina: +43,4 °C.
- Stazione meteorologica di Gioia del Colle: +41,4 °C.
- Stazione meteorologica di Cozzo Spadaro: +40,4 °C.
- Stazione meteorologica di Cagliari Elmas: +39,0 °C.
- Stazione meteorologica di Guidonia: +38,4 °C.
- Stazione meteorologica di Bonifati: +38,2 °C.

Nell'Italia Settentrionale, nel frattempo, l'ondata di caldo fu più attenuata. In particolare, proprio il giorno 25 giugno, al Nord si ebbe un clima assai diverso dal resto della penisola, con cielo terso e brezze tese di maestrale e conseguentemente temperature nella norma del periodo o appena sopra, ad esempio a Milano Linate si registrò un valore massimo di +30,7 °C.
Negli entroterra di Sardegna e Sicilia si verificarono escursioni termiche diurne anche di 25 o 30 gradi (fenomeno tipico delle forti avvezioni calde sahariane).
L'ondata di caldo - limitatamente all'Italia - ebbe fine pochissimo tempo dopo i picchi record, ossia già a partire dal 26 giugno, quando le già citate correnti settentrionali, oltre a soffiare ancora sul settentrione - come già detto prima per i giorni precedenti - raggiunsero il centro ed il meridione dell'Italia, portando cali termici considerevoli, con temperature nuovamente vicine alle medie del periodo. A tal proposito, è significativa la carta isotermica del giorno 26, che vede la +30 °C a 850 hPa in rapida ritirata verso il Sahara, e ancora di più quella del giorno 27, dove isoterme piuttosto fresche prendono il sopravvento di quasi tutto il Paese. I valori in quota calarono ancora di più durante il giorno 28 per quanto riguarda il Centrosud italiano.
Temperature e infortuni dovuti al calore durante la giornata del 25/06/2007
ore 8:45 di mattino:
Palermo Boccadifalco: +39,0°
Palermo Punta Raisi: +38,0°
Pantelleria: +35,8°
Capo Palinuro: +35,0°
Foggia Amendola: +34,0°
Catania Fontanarosa: +34,0°
Trapani Birgi: +33,8°
Crotone: +33,0°
Catania Sigonella: +33,0°
Bari Palese: +33,0°
Lecce: +33,0°
Capri: +33,0°
Roma Ciampino: +32,0°
Latina fumicino: +32,00
Cozzo Spadaro: +31,8°
Napoli Capodichino: +31,0°
Taranto Grottaglie: +31,0°
Messina: +29,8°
Reggio Calabria: +29,0°
Viterbo: +28,0°
Lampedusa: +28,0°
Grosseto: +27,4°
Roma Urbe: +27,0°
Ore 9:30. Attorno all'area urbana di Palermo sono scoppiati diversi incendi, maturati in condizioni climatiche estremamente favorevoli. Gli ultimi rilevamenti delle stazioni meteo attorno alla città, indicano temperature superiori ai +38° con vento di bufera, umidità inferiore al 10%
Ore 10:15. Appena misurati +40° nelle zone di Palermo, Catania, Bari e Foggia. Sulla città pugliese soffia il vento di mare che potrebbe alleviare la fase calda, tuttavia, i modelli matematici di previsione indicano un ritorno del vento di terra. Se ciò accadesse, si potranno misurare valori massimi superiori ai +42°.
Ore 10:45. Una peculiarità delle ondate di calore africano sono le fortissime escursioni termiche, queste notti nelle zone interne della Sicilia si sono misurati valori sino a 25°C di differenza tra la minima e la massima. Anche in Sardegna si sono avute forti escursioni termiche: ieri una stazione del sassarese interno, Ozieri, ha avuto una minima di +14,1° ed una massima di oltre +40°, ovvero circa 26°C di escursione termica. Altro fenomeno che succede nelle ondate di caldo, sono le improvvise impennate termiche: stanotte si sono avuti valori anche superiori ai +32° in alcune zone della Sardegna, non solo in Sicilia ed al Sud. Ma ancora, forti venti accompagnano il caldo, in alcune zone si sono avute raffiche di tal violenza da provocare addirittura danni.
Ore 11:25. Va sempre peggio, attualmente le città più roventi sembrano essere Bari con +43,6° in centro, mentre Bari Palese misurava alle 10:50 +43,0°. La situazione climatica è particolarmente grave, si suggerisce vivamente di non esporsi a simili temperature.
Con simili condizioni termiche, dovrebbero chiudere tutti i cantieri edili e stradali. Anche Foggia è torrida con +41°, ben +39° a Lecce. Le stazioni meteo di Palermo misurano valori da Sahara con +41° a Palermo Boccadifalco con il 9% di umidità, mentre a Palermo Punta Raisi +40° con un'umidità dell'8%. A Trapani +39° con vento intenso e particolarmente asciutto.
Ore 11:40. Parliamo di grande caldo, però è necessario ribadire che l'evento si appresta a concludersi. Già in queste ore nella Sardegna occidentale è in atto una diminuzione delle temperature, ma il calo si farà sentire solamente da domani.
Ore 12:40. Lentamente ed inesorabilmente, salgono le temperature. I dati ufficiali propongono +43° nelle stazioni meteo di Catania e +41° in quella barese. Sale ancora la stazione di Lecce che misura +41°.
Ore 13:30. I termometri stanno raggiungendo i massimi valori di cui si ha notizia, infranti diversi record storici.
Foggia e Bari ormai prossima a raggiungere il valore storico di cui si ha notizia, con +47° ufficiali e +45° (valori entrambi misurati all'ombra). Le condizioni climatiche sono infernali per tutti coloro che non dispongono di impianti di climatizzazione. Il basso tasso di umidità genera forte perdita di liquidi nel corpo e consigliamo di bere molta acqua e evitare di fare qualsiasi attività faticosa.
Ore 17:15. Sono stati superati i record di caldo in varie località, i roventi venti che investono il Sud dello Stivale e le Isole Maggiori, hanno innalzato la temperatura a valori tipici del deserto del Sahara. Valori dai record storici di Giugno europeo anche oggi in Sicilia, ad Augusta il termometro è fermo a +46°, sale ancora a Palermo dove va oltre i +44° Stesse temperature in decine di borghi e città della Sicilia. La Puglia oggi appare una caldera: a Bari non si respira, la temperatura è ferma a +45°, ma anche la più mediterranea Lecce resta a +43°. È il giorno più caldo da 30 anni in Giugno, superati i valori del 1982, neppure nella tremenda Estate del 2003 il Sud Italia ha avuto un simile caldo. Caldo insopportabile in tutto il Sud Italia e nelle Isole Maggiori. Anche Cagliari città svetta nelle classifiche nazionali del caldo con i suoi +39°, venuti con il caldissimo maestrale che trascina, verso la città del Golfo degli Angeli, l'aria arroventata dal Sole del Campidano.

## Cause del fenomeno
Diretto responsabile dell'ondata di caldo fu, appunto, l'anticiclone subtropicale africano, divenuto, negli ultimi anni, sempre più protagonista delle estati mediterranee. In particolare, le ondate di caldo dell'estate 1982 in Europa rappresentarono una pietra miliare nel verificarsi dell'innalzamento termico (quantomeno quello estivo) anche negli anni successivi, a causa della permanenza - occorsa in quell'occasione - della modifica dell'intero scacchiere termico-barico europeo. Tale modifica non sembra ancora essersi ripristinata.